# یهودیان
یهودیان (به عبری: יהודים) گروهی قومی-مذهبی نشأت گرفته از بنی‌اسرائیل، یا عبرانیان خاور نزدیک باستان است. قومیت، ملیت و دین یهود عمیقاً با یکدیگر در پیوندند و یهودیت آیین سنتی ملت یهود است، که عمل به مناسک آن از حالت شدید تا عدم عمل، متغیر است. پیروان یهودیت چه نو کیشان و چه افرادی که از نژاد یهود هستند، یهودی خطاب می‌شوند.
بر اساس نظر یهودیان، نژاد آن‌ها به شه پدران کتاب مقدس ابراهیم، اسحاق و یعقوب و شه مادران سارا، ربه‌کا، لیه و راحیل بازمی‌گردد. یعقوب و خانواده اش به مصر قدیم مهاجرت کردند پس از اینکه توسط یوسف که وزیر مصر بود دعوت شدند. بازماندگان آن‌ها بعداً توسط مصریان به اسارت گرفته شدند و توسط موسی از اسارت نجات یافتند. این اتفاق در قرن ۱۳ پیش از میلاد رخ داده‌است. یهودیان امروز تنها بازمانده از قبایل یهودا و شمعون و کمی از قبیله بنیامین و لاوی هستند که همگی با هم پادشاهی یهودا را تشکیل می‌دادند. از باقی‌مانده بقیه قبایل اسرائیل که به ده قبیله گمشده معروفند اطلاعاتی در دست نیست. یهودیت برخلاف اسلام و مسیحیت دارای ارتباط شدیدی بین نژاد، ملیت و دین است. در دین یهودیت گرویدن مورد استقبال نیست و امری بسیار مشکل دانسته می‌شود و معمولاً تنها در زمانی انجام می‌شود که یک یهودی بخواهد با یک غیریهودی ازدواج کند.
قوم یهود از زمان نابودی معبد سلیمان در سال ۷۰ پس از میلاد دارای کشوری واحد نبودند و تنها پس از تشکیل کشور اسرائیل امروزی دوباره دارای یک کشور شدند. از زمان تشکیل کشور اسرائیل قانونی به نام قانون بازگشت ایجاد شد که به هر یهودی از هر جای دنیا اجازه بازگشت به سرزمین اسرائیل را می‌دهد. اسرائیل تنها کشوری در دنیا است که یهودیان دارای اکثریت جمعیت در آن هستند. اجداد یهودیان تنها دو بار در تاریخ خود دارای کشور مستقل بودند. نخستین بار در زمان تأسیس پادشاهی اسرائیل به وسیله طالوت و بعد داوود و سلیمان و بار دوم در زمان پادشاهی هاسمونیان در بین سال‌های ۱۴۰ تا ۳۷ پیش از میلاد.
یهودیان در هر دوره تاریخی مورد تنفر برخی اقوام بودند و بارها در طول تاریخ به صورت دسته جمعی مورد آزار قرار گرفتند. از این رو جمعیت آنان در طول تاریخ دچار تغییرات زیادی شده‌است. دشمنی مسیحیان با یهودیان حتی تا پس از قرون وسطی و گذر از رنسانس ادامه یافت مانند قتل‌عام یهودیان توسط آلمان نازی. به دلیل آن دشمنی‌های دیرین طی دوره‌هایی از تاریخ یهودیان زیادی در بین مسلمانان زندگی می‌کردند مانند مصر و ایران. تاریخ‌شناسان تشکیل صهیونیسم را وابسته به ناامید شدن یهودیان از زندگی مسالمت آمیز در بین مسیحیان در گذشته عنوان می‌کنند و دلیل آن، علاوه بر اختلاف نظرهای عقیدتی مسیحیت و یهودیت، در دوره‌ای وابسته به بدبینی مسیحیان اروپا به تلاش و ثروت‌اندوزی یهودیان که حتی به پادشاه وام می‌دادند عنوان شده‌است، اما هم‌زمان با رشد فراماسونری و مفهوم برادری و سکولاریسم در غرب این بدبینی دیرین مسیحیان به یهودیان کم‌کم از بین رفت.
در زمان جنگ جهانی دوم جمعیت یهودیان به بیشترین حد خود که حدود ۱۶٫۷ میلیون نفر بود رسید ولیکن پس از واقعه هولوکاست درصد زیادی از یهودیان از بین رفتند و جمعیت یهودی دوباره کاهش یافت. در سال ۲۰۱۲ تخمین زده می‌شود که جمعیت یهودی دنیا ۱۳٫۷۵ میلیون نفر است که کمتر از ۰٫۲٪ جمعیت دنیا می‌باشد. ۴۳٪ تمامی یهودیان دنیا در اسرائیل هستند و ۳۹٪ در ایالات متحده زندگی می‌کنند. بقیه یهودیان بیشتر در اروپا و کانادا ساکن می‌باشند. این اعداد فقط افرادی هستند که خود هویت خود را یهودی می‌دانند و شامل افرادی که به هر دلیل مایل نیستند خود را یهودی بدانند نمی‌شود. تخمین دقیق جمعیت یهودی دشوار است و فقه یهودی همه کسانی که خود را یهودی می‌دانند یهودی نمی‌داند. (ببینید :چه کسی یهودی است؟)
عبری زبان سنتی یهودیان و زبان رسمی اسرائیل است و بسیاری از یهودیان حتی در پراکندگی کشورهای دیگر این زبان را می‌آموزند، بجز عبری زبان‌های ییدیش، لادینو، گویش بخارائی، تاتی دربین برخی یهودیان رایج است. در سال ۵۳۹ پیش از میلاد کوروش به یهودیان آواره اجازه داد تا به اورشلیم بازگردند و در آنجا آزادانه برای خود کنیسه بسازند.
ستاره داوود نشان امروزی یهودیت و هویت یهودی است که ریشه در ادبیات عربی قرون وسطی دارد که کابالیست‌ها از آن به عنوان دعای محافظ(سگولا) در برابر طلسم استفاده می‌کردند که به مهر سلیمان مشهور است. از نظر تاریخی ریشه نشان ماه و ستاره نیز به قرن ششم پیش از میلاد مسیح و اطراف اسرائیل باستان و موأب برمی‌گردد و در پیکرنگاری سومری رایج بوده‌است. طی قرن نوزدهم نشان ماه و ستاره به عنوان نشان جهان اسلام و ستاره داوود به عنوان نشان یهودیت شناخته شدند. این کلمه عربی نیست بلکه عبری است و از یهوه به معنای خدا گرفته شده‌است. بر این پایه یهود به معنای قومی است که یهوه را می‌پرستند.

## تفاوت یهود و بنی‌اسرائیل
در کتاب مقدس، یعقوب با نام دیگر اسرائیل شناخته می‌شود. از این رو فرزندان او بنی‌اسرائیل نام دارند؛ به فارسی یعنی فرزندان اسرائیل(یعقوب). به دلیل اینکه پس از اینکه ده قبیلهٔ شمالی اسرائیل گم شدند، تنها بازماندگان قوم بنی‌اسرائیل از قوم یهودا هستند. امروزه واژهٔ یهود و بنی‌اسرائیل و عبری/عبرانی به صورت مترادف به کار می‌روند حال آنکه بنی‌اسرائیل و عبرانی شامل تمامی فرزندان یعقوب و یهودی به معنی بازماندگان پادشاهی یهودا است.

## ریشهٔ قوم یهود
بر اساس کتاب مقدس قوم یهود از بازماندگان ابراهیم، اسحاق و یعقوب هستند. ابراهیم در شهر اور در عراق امروزی به دنیا آمده بود و بعد به سرزمین کنعان (اسرائیل امروزی) مهاجرت کرد. یعقوب که پس از نبرد با فرشته، اسرائیل نامیده شد، دوازده پسر داشت و به دلیل قحطی به مصر مهاجرت کرد. نسل‌های بعدی او که به دوازده قبیله اسرائیل تبدیل شدند، توسط فرعون به بردگی گرفته شدند. پس از نسل‌ها بندگی، موسی که در دربار مصر بزرگ شده بود، بنی‌اسرائیل را در خروج از مصر رهبری کرد. پس از عبور از دریای سرخ، دریافت شریعت در کوه سینا و چهل سال سرگردانی در بیابان، موسی در آستانه ورود به کنعان درگذشت. تحت سرپرستی جانشینش، یوشع بن نون، بنی‌اسرائیل از رود اردن عبور کرده و کنعان را فتح کردند.

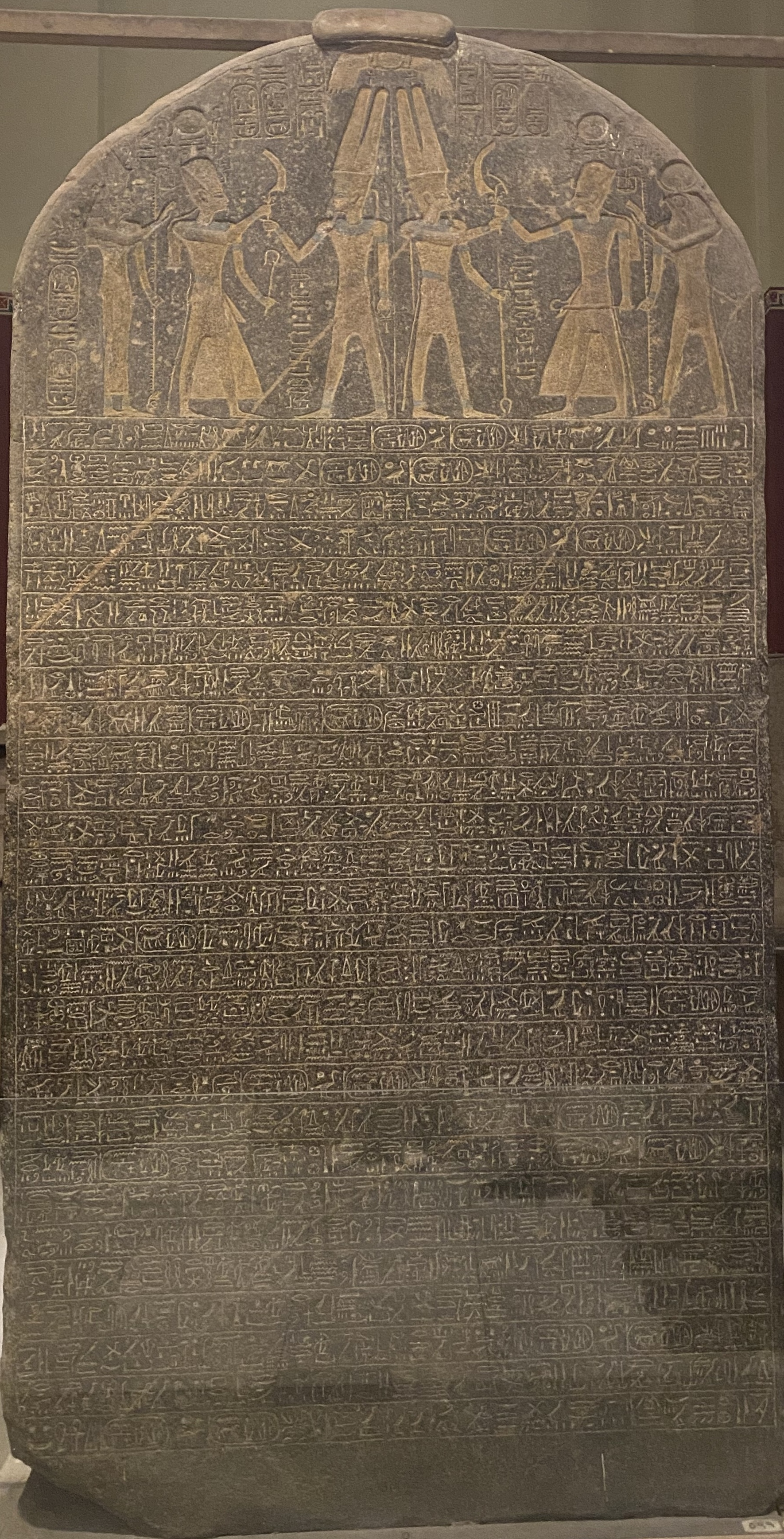
سنگ مرنپتاح، ساخته شده در حدود 1200 پیش از میلاد، نخستین اشاره به قوم "اسرائیل" را دارد و از نابودی آن‌ها در لشکرکشی به کنعان توسط پادشاه مرنپتاح سخن می‌گوید

تحقیقات مدرن معمولاً ریشه‌های اسرائیل باستان را به عنوان بخشی از جمعیت بومی کنعان می‌داند. بر اساس این دیدگاه، اسرائیلیان اولیه احتمالاً از عناصر متنوعی تشکیل شده بودند که از جامعه عصر برنز آخرین دوره گرفته شده بودند، از جمله دهقانان روستایی، مردمان پیشین ساکن، کشاورزان آواره و گروه‌های دامدار. همچنین ممکن است عناصر اضافی شامل بردگان سامی فراری از مصر بوده باشند، که احتمالاً بخشی از جمعیت در حال ظهور اسرائیلیان را تشکیل می‌دادند.
مطالعات ژنتیک بر روی قوم یهود نشان می‌دهد که بیشتر یهودیان دنیا دارای ریشهٔ ژنتیکی مشترکی در منطقهٔ خاورمیانه و هلال حاصلخیز هستند. مطالعات ژنتیک نشان می‌دهد که قوم یهود دارای مارکرهای ژنتیکی مربوط به ۴٬۰۰۰ سال پیش هستند که دارای ریشهٔ مشابهی است.

## تاریخ

### اسرائیل و یهودا
اولین شواهد ثبت‌شده از مردمی به نام اسرائیل در ستله مرنپتاح آمده است که به حدود 1200 پیش از میلاد برمی‌گردد. اکثریت پژوهشگران بر این باورند که این متن به بنی‌اسرائیل اشاره دارد، گروهی که در مناطق مرتفع مرکزی کنعان سکونت داشتند و شواهد باستان‌شناسی نشان می‌دهد که در میان قرن‌های 12 تا 10 پیش از میلاد، صدها اسکان اسرائیلی در ارتفاعات در این منطقه ساخته شده است. بر اساس سنت یهودی، بنی‌اسرائیل پس از ۴۰۰ سال بردگی در مصر تحت رهبری موسی آزاد شده و به سرزمین موعود رسیدند، رویدادی که در ایام عید پسح جشن گرفته می‌شود. امروزه بسیاری از دانشمندان بر این عقیده‌اند که بنی‌اسرائیل در حقیقت نسل‌هایی از جمعیت بومی کنعان بودند و احتمالاً با کنعانیانی که از مصر فرار کرده بودند، به آن‌ها پیوستند. اسرائیلی‌ها خود را از دیگر مردمان همسایه با ویژگی‌های مختلف از جمله ممارست‌های مذهبی، ممنوعیت ازدواج با بیگانگان و تأکید بر نسب و تاریخ خانوادگی متمایز می‌کردند.

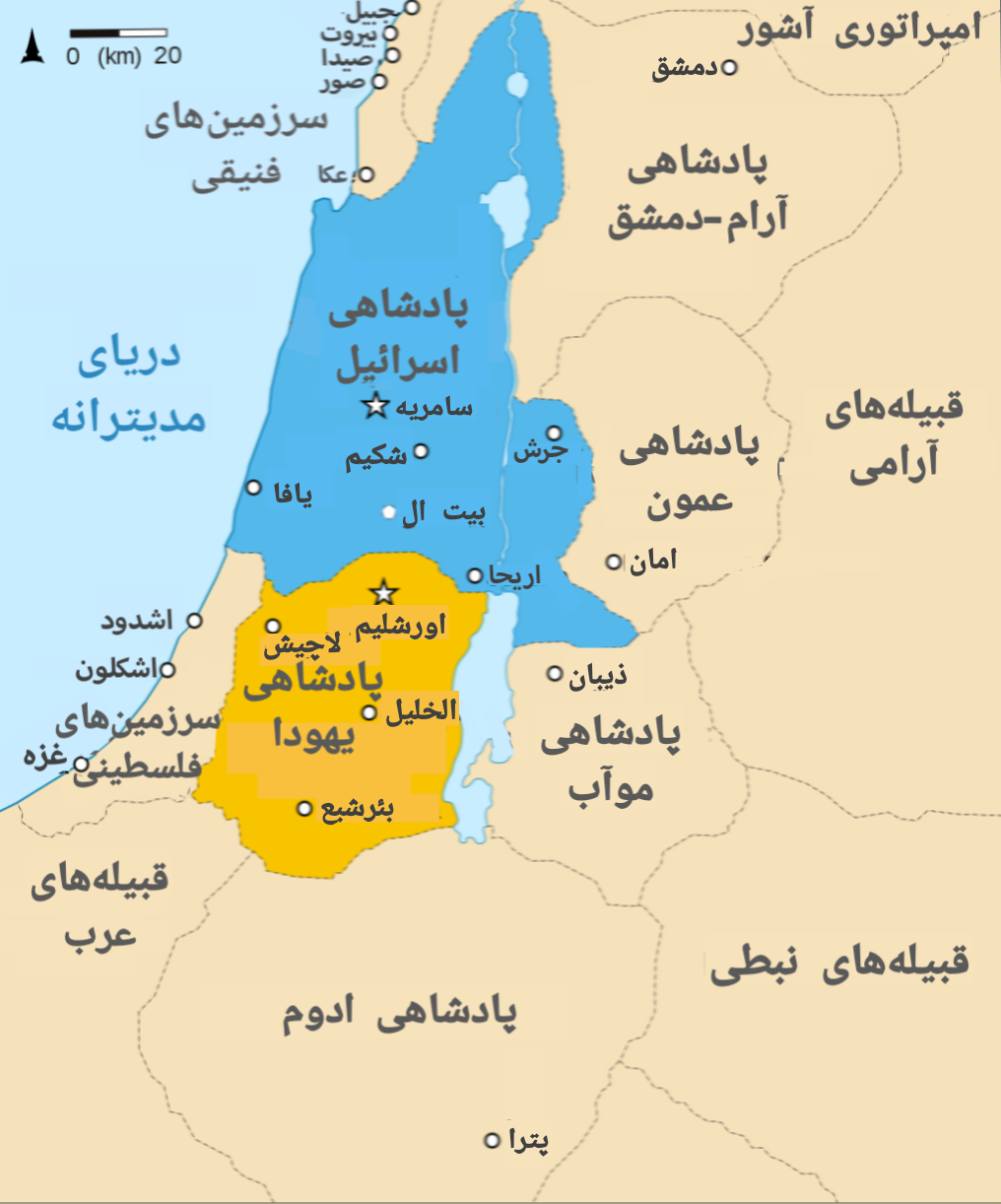
پادشاهی اسرائیل و پادشاهی یهودا در عصر آهن (حدود ۸۳۰ پیش از میلاد)

در قرن دهم پیش از میلاد، دو پادشاهی همسایه اسرائیلی—پادشاهی شمالی اسرائیل و پادشاهی جنوبی یهودا—به وجود آمدند. بر اساس تورات یهودیان، این دو پادشاهی در ابتدا بخشی از یک پادشاهی متحد اسرائیل بودند که به ترتیب تحت فرمان شاهان شائول، داوود و پسرش سلیمان قرار داشتند. از زمان تأسیس، این دو پادشاهی ویژگی‌های قومی، فرهنگی، زبان‌شناسی و مذهبی مشترکی داشتند، گرچه روابط پیچیده‌ای نیز داشتند. اسرائیل با پایتختی عمدتاً در سماریا، بزرگ‌تر و ثروتمندتر بود و به زودی به یک قدرت منطقه‌ای تبدیل شد. در مقابل، یهودا با پایتختی در اورشلیم کم‌تر موفق و در منطقه‌ای کوهستانی و کوچکتر قرار داشت. با این حال، در حالی که در اسرائیل جانشینی سلطنتی اغلب از طریق کودتاهای نظامی تعیین می‌شد و منجر به تغییرات متعدد سلسله‌ها می‌شد، ثبات سیاسی در یهودا بسیار بیشتر بود، زیرا این پادشاهی در طول چهار قرن از سوی خاندان داوود حکومت می‌شد. پژوهشگران همچنین یهودیان کتاب مقدس را به عنوان یک «ملت» اولیه، به معنای ملی‌گرایانه مدرن، مشابه با یونانیان کلاسیک، گالی‌ها و سلتی‌های بریتانیا توصیف می‌کنند.

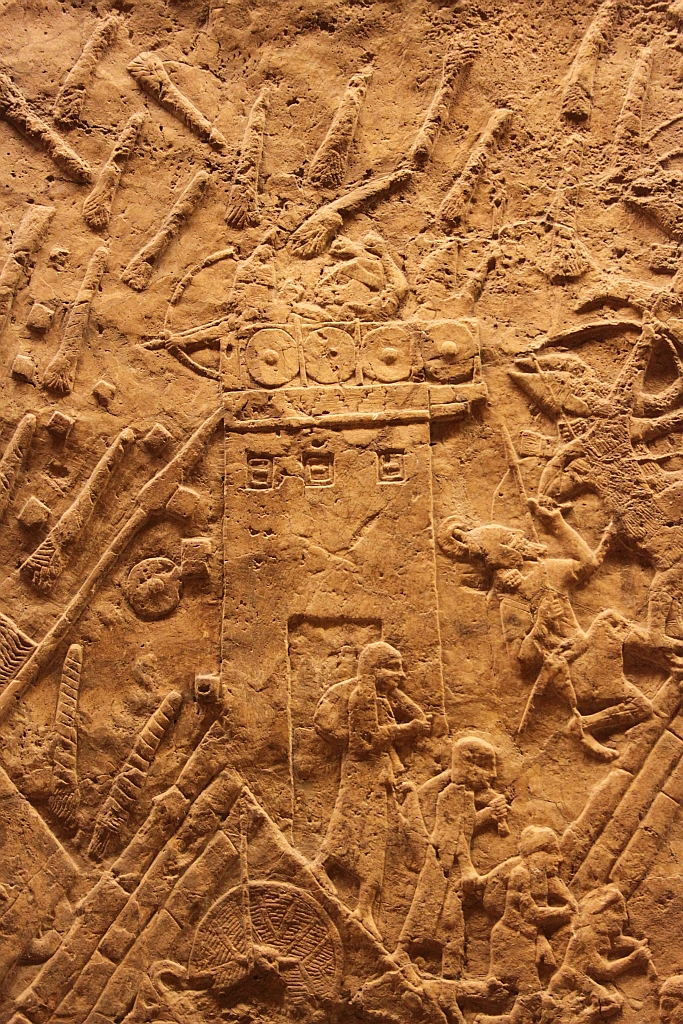
نقش برجسته‌ای از نینوا، مربوط به حدود 701 پیش از میلاد، که محاصره شهر لاچیش در یهودا (امروزه در مرکز اسرائیل) توسط امپراتوری آشور و اخراج جمعیت یهودی آن به بین‌النهرین را به تصویر می‌کشد.

در حدود 720 پیش از میلاد، پادشاهی اسرائیل توسط امپراتوری آشوری نو تسخیر و نابود شد، که به سلطه بر نزدیک شرق باستان رسید. طبق سیاست اسکان مجدد آشوری‌ها، بخش بزرگی از جمعیت شمالی پادشاهی اسرائیل به اسارت آشوری به بین‌النهرین تبعید شدند و جایگزین مهاجرانی از همان منطقه شدند. در همان دوره و تا قرن 7 پیش از میلاد، پادشاهی یهودا، که اکنون تحت حکومت تابع آشوری‌ها بود، شاهد دوره‌ای از شکوفایی بود و جمعیت آن به طور قابل توجهی رشد کرد. این شکوفایی ادامه یافت تا زمانی که سرجون حمله کرد و سناخریب به نابودی منطقه یهودا پاسخ داد، که در نهایت در اورشلیم متوقف شد. در همان قرن، آشوری‌ها توسط امپراتوری بابل جدید شکست خوردند و یهودا به تابع آن‌ها درآمد. در 587 پیش از میلاد، پس از شورش در یهودا، شاه بابل نبوکدنصر اورشلیم را محاصره و معبد سلیمان را تخریب کرد و پایان پادشاهی یهودا را رقم زد. بیشتر ساکنان اورشلیم، از جمله اشراف آن، به بابل تبعید شدند.

### دوره معبد دوم
طبق کتاب عزرا، کوروش بزرگ در سال ۵۳۸ پیش از میلاد اسارت بابلی یهودیان را پایان داد، یک سال پس از فتح بابل توسط او. در تورات، کتاب مقدس یهودیان، آمده است که چگونه کوروش، یهودیان را به بازگشت از تبعید در بابل به سرزمین اجدادی‌شان دعوت کرد تا شهر اورشلیم و معبد آن را بازسازی کنند. به دلیل نقش مهم او در تاریخ قوم یهود، او تنها فرد غیر یهودی است که در تورات به عنوان "مسیح" شناخته شده است، در کنار پادشاهان مهمی مانند داوود. این تبعید با بازگشت به رهبری زرُبابل شاهزاده (به دلیل نسب او از خاندان سلطنتی داوود) و یوشع کاهن (از نسل کاهنان معبد) و ساخت معبد دوم در حدود 521–516 پیش از میلاد به پایان رسید. بعداً، نحمیا، طَعام‌دار شاه اردشیر یکم، تایید سلطنتی برای ماموریت خود به اورشلیم دریافت کرد، جایی که نظارت بر بازسازی دیوارهای آن و اصلاح نهادهایش را بر عهده داشت. عزرا، نویسنده تورات و شخصیت مهم دیگری در بازگشت از بابل، تلاش کرد تا قوانین تورات را در میان مردم یهود دوباره برقرار کرده و اعمال کند. به عنوان بخشی از امپراتوری پارسی، پادشاهی یهودا به استان یهودا تبدیل شد، که قلمرو کوچکتری داشت.
یهودا تحت سلطه امپراتوری هخامنشی بود تا زمانی که این امپراتوری در حدود 333 پیش از میلاد توسط اسکندر مقدونی سقوط کرد. پس از چندین قرن تحت سلطه امپراتوری‌های خارجی، قیام مکابی علیه امپراتوری سلوکی منجر به ایجاد پادشاهی حسمونی مستقل شد که در آن یهودیان دوباره برای مدت زمان بین 110 تا 63 پیش از میلاد استقلال سیاسی یافتند. تحت سلطنت حسمونی، مرزهای پادشاهی آن‌ها نه تنها سرزمین تاریخی پادشاهی یهودا، بلکه جلیل و ماورای اردن را نیز در بر گرفت. در آغاز این فرایند ادومی‌ها که پس از تخریب معبد سلیمان به یهودا نفوذ کرده بودند، به طور جمعی به یهودیت گرویدند. در 63 پیش از میلاد، یهودا توسط رومی‌ها فتح شد. از 37 پیش از میلاد تا 6 میلادی، رومی‌ها به یهودیان اجازه دادند که برخی از استقلال خود را حفظ کنند و سلطنت هیرودی را به عنوان پادشاهان تابع منصوب کردند. اما در نهایت، یهودا تحت سلطه مستقیم روم قرار گرفت و به امپراتوری روم به عنوان استان استان یهودا ملحق شد.
جنگ‌های یهود و روم، مجموعه‌ای از شورش‌های نافرجام علیه سلطه روم در قرون اول و دوم میلادی، تأثیرات و پیامدهای فاجعه‌بار زیادی برای جمعیت یهودی یهودا داشت. نخستین جنگ یهود-روم (66–73 میلادی) با نابودی اورشلیم و معبد دوم به پایان رسید. جمعیت یهودی یهودا که به شدت کاهش یافته بود، دیگر هیچ‌گونه خودمختاری سیاسی نداشت. چند نسل بعد، شورش بارکوخبا (132–136 میلادی) به وقوع پیوست، و سرکوب وحشیانه آن توسط رومی‌ها به کاهش شدید جمعیت یهودا منجر شد. پس از قیام، یهودیان از سکونت در اطراف اورشلیم ممنوع شدند و مرکز جمعیتی یهودیان در یهودا به جلیل منتقل شد. تحولاتی مشابه در جوامع یهودی در استان‌های شرقی امپراتوری روم در طول شورش‌های دیاسپورا (115–117 میلادی) رخ داد که به نابودی تقریبی جوامع یهودی در لیبی، قبرس و مصر منجر شد، که شامل جامعه مهم اسکندریه می‌شود.

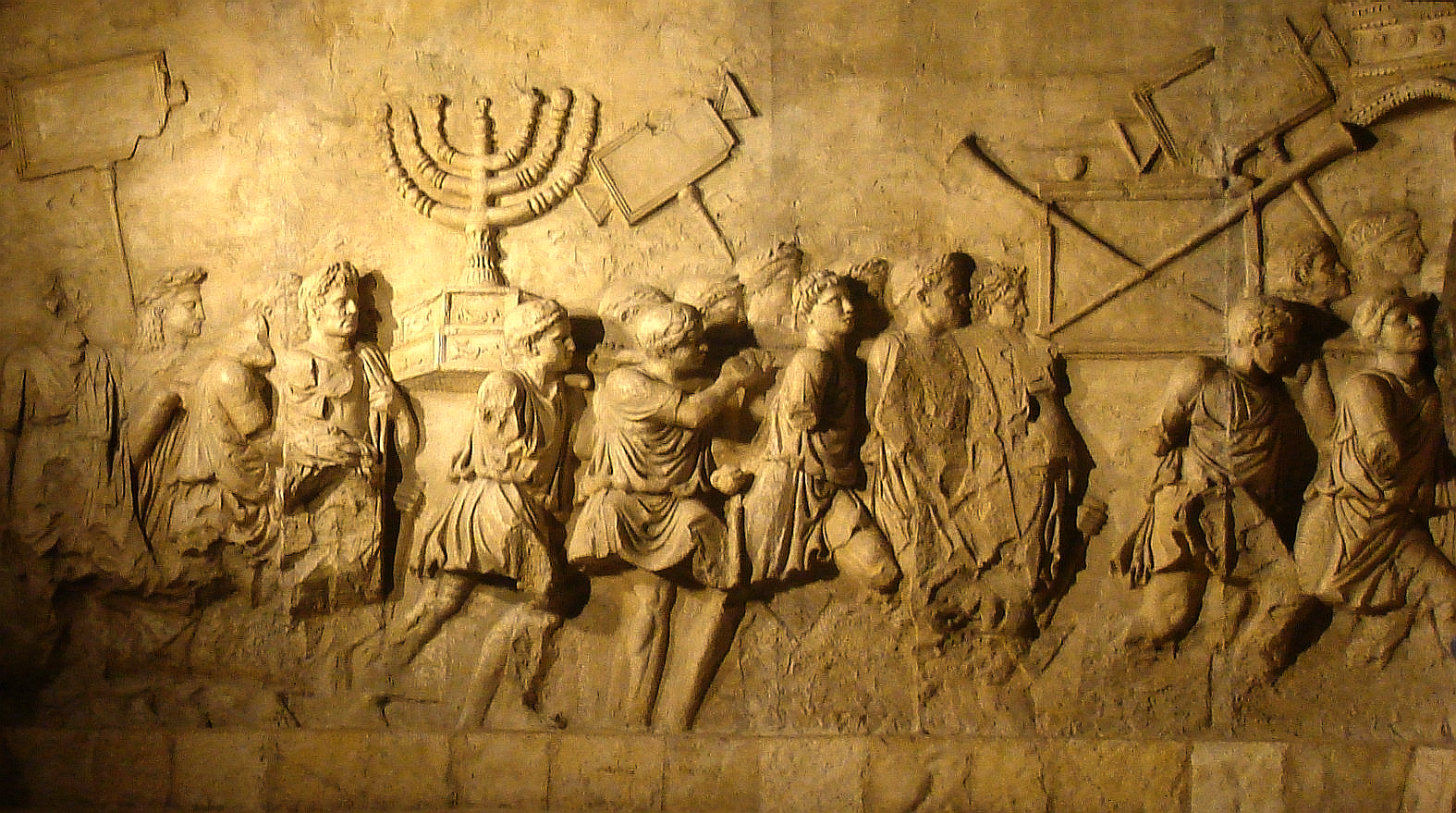
نقش برجستهٔ طاق تیطوس در رم که غنایم معبد اورشلیم را نشان می‌دهد، غنایم که توسط رومی‌ها پس از پیروزی در جنگ اول یهودی-رومانی به رم حمل شد.

نابودی معبد دوم در 70 میلادی تغییرات عمیقی در یهودیت ایجاد کرد. با از دست رفتن جایگاه مرکزی معبد در عبادت یهودیان، عبادت‌ها به نماز، مطالعه تورات (از جمله تورات شفاهی)، و تجمع‌های اجتماعی در کنشت‌ها منتقل شد. یهودیت همچنین بسیاری از ویژگی‌های فرقه‌ای خود را از دست داد.: 69  دو تا از سه فرقه اصلی که در دوره معبد دوم رونق داشتند، یعنی صدوقیان و اسنی‌ها، در نهایت ناپدید شدند، در حالی که باورهای فریسی تبدیل به مبنای پایه‌ای، و آیینی یهودیت خاخامی شدند، که از آن زمان به عنوان شکل غالب یهودیت در دوران باستان شناخته می‌شود.

### بابل و روم
دیاسپورای (پراکندگی) یهودی مدت‌ها پیش از تخریب معبد دوم در سال 70 میلادی وجود داشت و برای قرن‌ها ادامه داشت، به‌طوری که این پراکندگی هم به دلیل اخراج‌های اجباری و هم مهاجرت‌های داوطلبانه بود. در بین‌النهرین، گواهی‌هایی از آغاز جامعه یهودی در لوحه‌های جیره یهویاکین که آذوقه‌های تخصیص‌یافته به شاه یهودا و خانواده‌اش توسط نبوکدنصر دوم را فهرست می‌کند، یافت شده است. همچنین شواهدی از لوحه‌های ال یهودو، مربوط به قرون ششم تا پنجم پیش از میلاد وجود دارد که مربوط به یهودیان تبعیدی از یهودا پس از تخریب معبد اول هستند، گرچه شواهد زیادی از حضور یهودیان در بابل حتی از 626 پیش از میلاد وجود دارد. در مصر، اسناد از الیفانتین مشکلات جامعه‌ای را نشان می‌دهند که توسط یک گارد یهودی فارسی در دو دژ در مرزها در قرون پنجم و چهارم پیش از میلاد تأسیس شده بود و به گفته یوسفوس، جامعه یهودی در اسکندریه از زمان تأسیس شهر در قرن چهارم پیش از میلاد توسط اسکندر مقدونی وجود داشته است. تا سال 200 پیش از میلاد، جوامع یهودی مستقر در مصر و بین‌النهرین (که در منابع یهودی به آن بابل گفته می‌شود) وجود داشتند و در دو قرن بعدی، جمعیت‌های یهودی در آسیای صغیر، یونان، مقدونیه، سیرنه و از اوایل قرن اول پیش از میلاد، در شهر روم حضور یافتند. در ادامه، در قرن‌های اول میلادی، به‌دنبال جنگ‌های یهودی-رومی، تعداد زیادی از یهودیان به اسارت گرفته شدند، به بردگی فروخته شدند یا مجبور به فرار از مناطقی شدند که تحت تأثیر جنگ‌ها قرار گرفتند، که منجر به تشکیل و گسترش جوامع یهودی در سراسر امپراتوری روم و همچنین در عربستان و بین‌النهرین شد.

پس از قیام بر کوخبا، جمعیت یهودی در یهودا که اکنون به‌طور قابل‌توجهی کاهش یافته بود، تلاش‌هایی برای بازسازی خود پس از آثار ویرانگر قیام انجام داد، اما هرگز به قدرت قبلی خود بازنگشت. در قرون دوم تا چهارم میلادی، منطقه گلیل به عنوان مرکز جدید زندگی یهودی در پالستین سوریه (نام جدیدی که رومی‌ها به استان یهودا به عنوان مجازاتی برای شورش‌های یهودی‌ها دادند) ظاهر شد و شاهد شکوفایی فرهنگی و جمعیتی بود. در این دوره دو متن مهم ربانی، میشناه و تلمود اورشلیم، تدوین شد. اما، همانطور که امپراتوری روم توسط امپراتوری بیزانس مسیحی تحت کنستانتین جایگزین شد، یهودیان توسط کلیسا و مقامات تحت آزار قرار گرفتند و بسیاری به جوامع دیاسپورا مهاجرت کردند. در قرن چهارم میلادی، یهودیان اعتقاد دارند که موقعیت خود را به عنوان اکثریت در پالستین سوریه از دست داده‌اند.

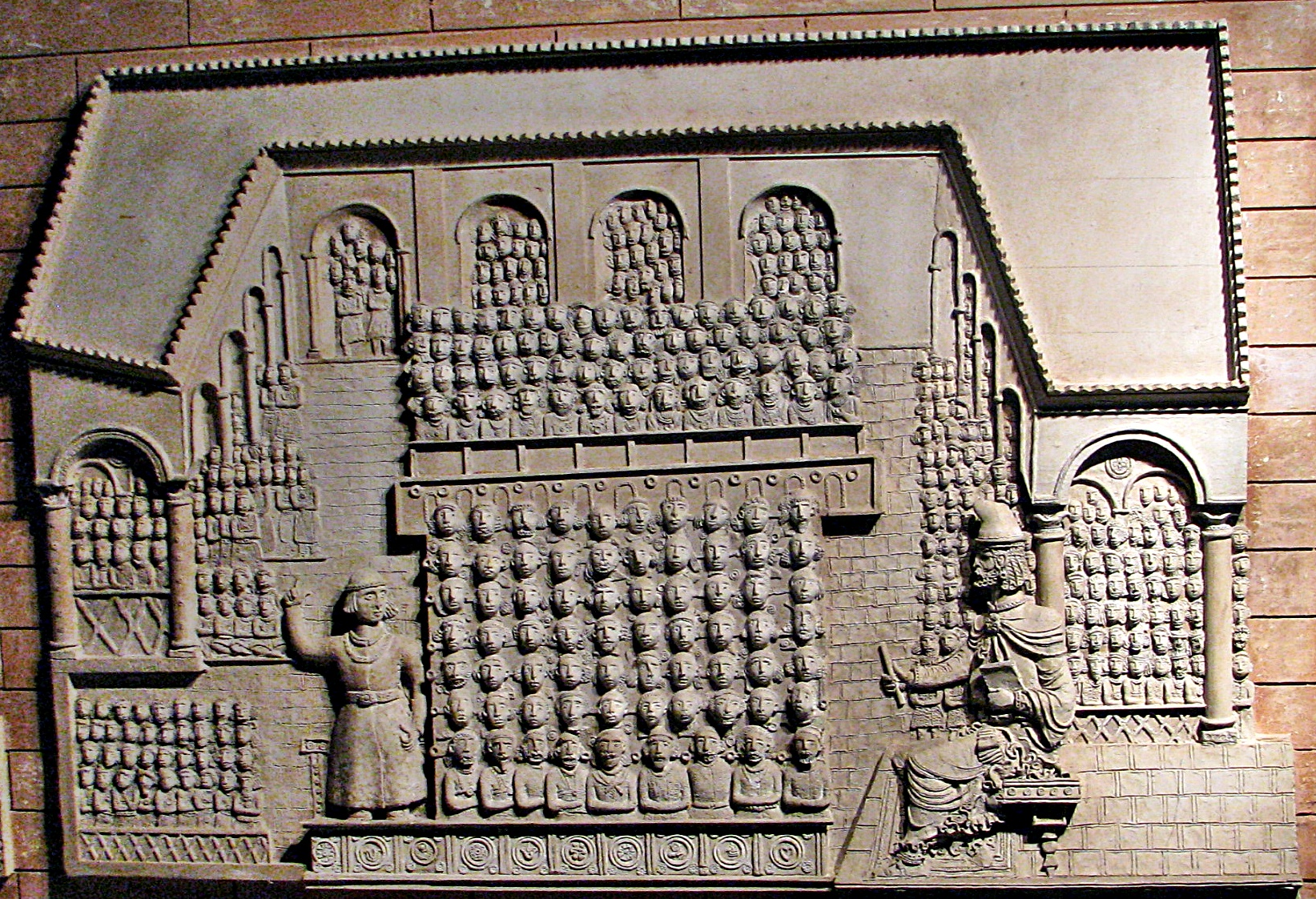
پس از جنگ‌های یهود و روم، بسیاری از یهودیان از اسرائیل باستان پراکنده شدند. برخی به شاهنشاهی ساسانی مهاجرت کردند و در آنجا تلمود بابلی، اثر مرکزی قانون یهود، تدوین شد. تصویر، آکادمی تلمودی سورا را به نمایش می‌گذارد.

جامعه یهودی دیرینه بابل که تحت سلطه امپراتوری پارتی و بعدها امپراتوری ساسانی، در خارج از مرزهای امپراتوری روم زندگی می‌کرد، به یک مرکز مهم مطالعات یهودی تبدیل شد همانطور که جمعیت یهودی در یهودا کاهش یافت. برآوردها معمولاً جامعه یهودی بابل در قرون سوم تا هفتم میلادی را حدود یک میلیون نفر می‌دانند، که این جامعه بزرگترین جامعه دیاسپورای یهودی در آن دوره بود. تحت "رأس جالوت", که به‌عنوان وارث سلطنتی خاندان داوود شناخته می‌شد، این جامعه وضعیت خودمختار داشت و به‌عنوان مکانی برای پناهندگی یهودیان پالستین سوریه تبدیل شده بود. تعدادی از آکادمی‌های تلمودی مهم مانند آکادمی‌های نهرودا، پومبیدتا و سورا در بین‌النهرین تأسیس شد و بسیاری از امورایم مهم در آنجا فعال بودند. تلمود بابلی که یکی از متون مهم در قوانین مذهبی یهود است، در قرون سوم تا ششم میلادی در بابل تدوین شد.

### دوران میانه
جوامع دیاسپورای یهودی عموماً به سه تقسیم‌بندی اصلی قومی بر اساس محل استقرار اجدادشان تقسیم شده‌اند: اشکنازی‌ها (در ابتدا در ناحیه راینلند و فرانسه)، سفاردی‌ها (در ابتدا در شبه‌جزیره ایبری)، و مزهرا (خاورمیانه و آفریقای شمالی). یهودیان رومانیوتی، یهودیان تونسی، یهودیان یمنی، یهودیان مصری، یهودیان اتیوپیایی، یهودیان بخاری، یهودیان کوهستانی و گروه‌های دیگر نیز پیش از آمدن دیاسپورای سفاردی حضور داشته‌اند.
با وجود تجربه کردن امواج مکرر آزار و اذیت، یهودیان اشکنازی در اروپای غربی در زمینه‌های مختلف فعالیت می‌کردند و تأثیراتی بر اقتصاد و جوامع خود گذاشتند. به‌عنوان مثال، در امپراتوری فرانک، شخصیت‌هایی مانند اسحاق یهودی و آرمنتاریوس در موقعیت‌های اجتماعی و اقتصادی برجسته‌ای قرار داشتند. با این حال، یهودیان به‌طور مکرر هدف قوانین تبعیض‌آمیز، جدا‌سازی‌ها، اتهام قتل خونین و پروگرام‌ها قرار گرفتند که به حوادثی مانند قتل‌عام‌های راینلند (1066) و اخراج یهودیان از انگلستان (1290) انجامید. به همین دلیل، یهودیان اشکنازی به تدریج به شرق و به لهستان، لیتوانی و روس رانده شدند.
در همان دوره، جوامع یهودی در خاورمیانه تحت سلطه اسلام شکوفا شدند، به‌ویژه در شهرهایی مانند بغداد، قاهره و دمشق. در بین‌النهرین، از قرن هفتم تا یازدهم، آکادمی پومبیدتا و آکادمی سورا رهبری دنیای عرب و تا حدودی تمام دنیای یهودی را بر عهده داشتند. روسای این آکادمی‌ها و دانشجویان آن‌ها دوره گئونی در تاریخ یهودیت را تعریف کردند. پس از این دوره، ریشونیم که از قرن یازدهم تا پانزدهم میلادی زندگی می‌کردند، آمدند. همانند همتایان اروپایی خود، یهودیان در خاورمیانه و آفریقای شمالی نیز دوره‌هایی از آزار و اذیت و سیاست‌های تبعیض‌آمیز را تجربه کردند، به‌ویژه در دوره خلافت آل‌محت در آفریقای شمالی و ایبری که فرمان‌هایی برای تغییر دین اجباری صادر کردند، و موجب شد یهودیانی مانند موسی بن مایمون به جستجوی پناه در مناطق دیگر بپردازند.

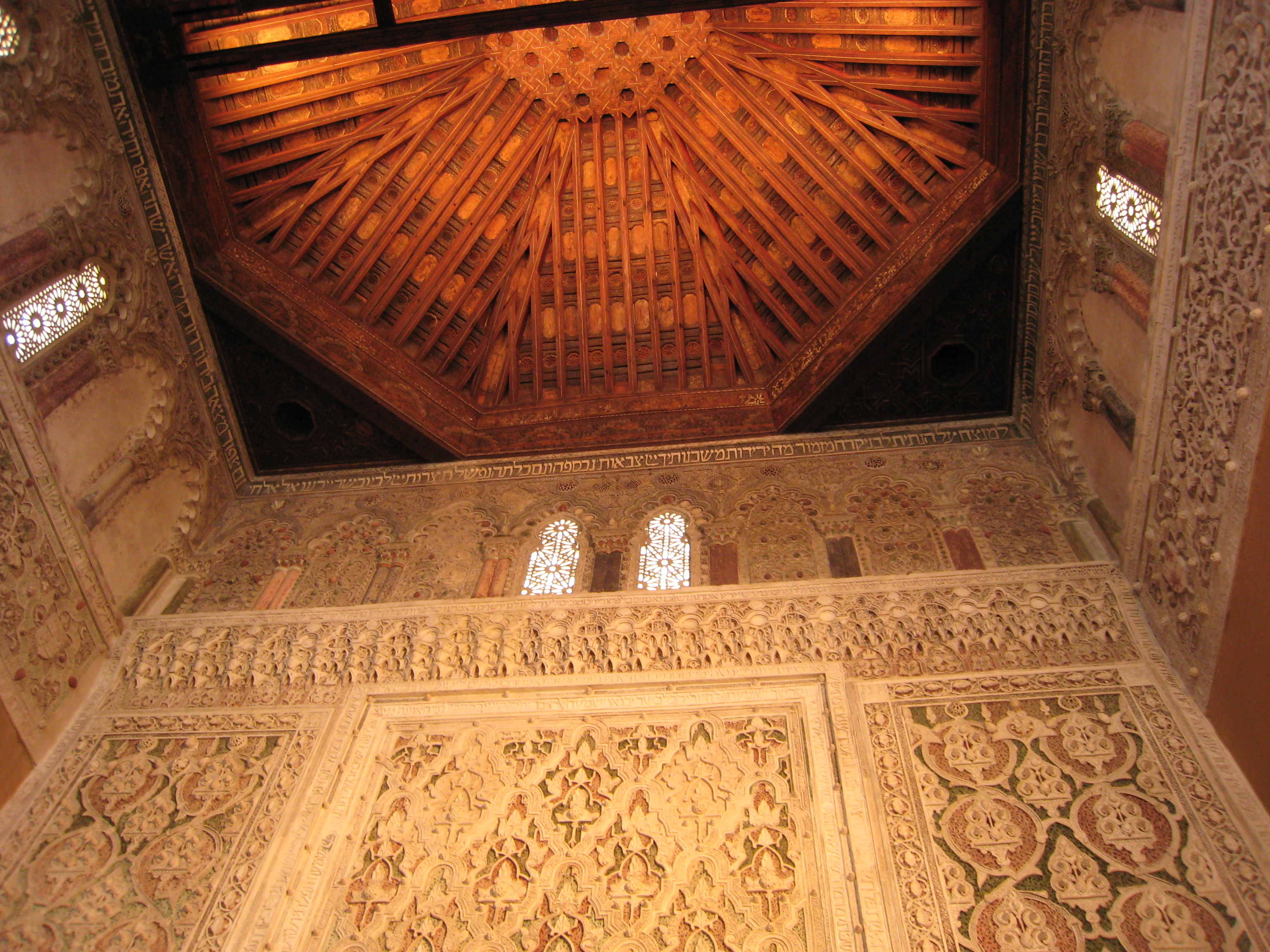
اسپانیا در قرون وسطی میزبان یکی از بزرگترین جوامع یهودی بود، اما در سال ۱۴۹۲ یهودیانی که از پذیرش مسیحیت به عنوان دین رسمی امتناع کردند، اخراج شدند. تصویر: یک کنیسه در تولدو.

در ابتدا، تحت سلطنت ویسیگوت‌ها، یهودیان در شبه‌جزیره ایبری با آزار و اذیت مواجه بودند، اما شرایط آن‌ها به‌طور چشمگیری تحت سلطنت اسلامی تغییر کرد. در این دوره، یهودیان در یک دوران طلایی شکوفا شدند و در زمینه‌های مختلفی مانند فلسفه، پزشکی و ادبیات، به‌ویژه توسط شخصیت‌هایی چون حسدای بن شپروط, ابن نغریله، یهودا هلوی و سلیمان بن گبیرول، مشارکت‌های چشمگیری داشتند. اما در قرون دوازدهم تا پانزدهم، شبه‌جزیره ایبری شاهد رشد یهودی‌ستیزی و آزار و اذیت‌ها، قوانین ضدیهودی، قتل‌عام‌ها و تغییر دین اجباری (اوج آن در 1391) بود و همین‌طور تأسیس دادگاه تفتیش عقاید اسپانیا در همان سال. پس از اتمام بازپس‌گیری و صدور فرمان آلمبراجا توسط پادشاهان کاتولیک در سال 1492، یهودیان اسپانیا مجبور شدند یکی از دو انتخاب را داشته باشند: به مسیحیت بگروند یا اخراج شوند. در نتیجه، حدود 200,000 یهودی از اسپانیا اخراج شدند و پناهگاه‌هایی در مکان‌هایی مانند امپراتوری عثمانی، آفریقای شمالی، ایتالیا، هلند و هند جستجو کردند. سرنوشت مشابهی نیز یهودیان پرتغال چند سال بعد پیدا کردند. برخی از یهودیان تصمیم گرفتند بمانند و ادعا کردند که مسیحیت را عمل می‌کنند. این یهودیان اعضای کریپتو-یهودیت را تشکیل دادند.

### دوران مدرن
در قرن نوزدهم، زمانی که یهودیان در اروپای غربی به تدریج برابری در برابر قانون را به دست آوردند، یهودیان در منطقه سکونت با افزایش آزار و اذیت، محدودیت‌های قانونی و برنامه‌های گسترده پروگرام مواجه شدند. صهیونیسم در اواخر قرن نوزدهم در مرکز و اروپای شرقی به‌عنوان یک حرکت احیای ملی ظاهر شد که هدف آن بازسازی حکومت یهودی در سرزمین اسرائیل بود، تلاشی برای بازگرداندن مردم یهود به سرزمین اجدادی‌شان به‌منظور متوقف کردن مهاجرت‌ها و آزار و اذیت‌هایی که تاریخ آن‌ها را تحت تأثیر قرار داده است. این امر منجر به امواج مهاجرت یهودیان به فلسطین تحت کنترل عثمانی شد. تئودور هرتزل، که به‌عنوان پدر صهیونیسم سیاسی شناخته می‌شود، چشم‌انداز خود را از یک دولت یهودی آینده در کتاب خود "در دولت یهود" در سال 1896 ارائه کرد؛ یک سال بعد، او ریاست اولین کنگره صهیونیستی را بر عهده گرفت. یهودی‌ستیزی که به جوامع یهودی در اروپا آسیب می‌رساند، همچنین باعث مهاجرت دسته‌جمعی بیش از دو میلیون یهودی به ایالات متحده بین سال‌های 1881 و 1924 شد. یهودیان اروپا و ایالات متحده در زمینه‌های علم، فرهنگ و اقتصاد موفق شدند. از جمله کسانی که به‌طور معمول مشهورترین‌ها محسوب می‌شوند آلبرت اینشتین و لودویگ ویتگنشتاین بودند. بسیاری از برندگان جایزه نوبل در این دوره یهودی بودند، همانطور که هنوز هم این‌گونه است.

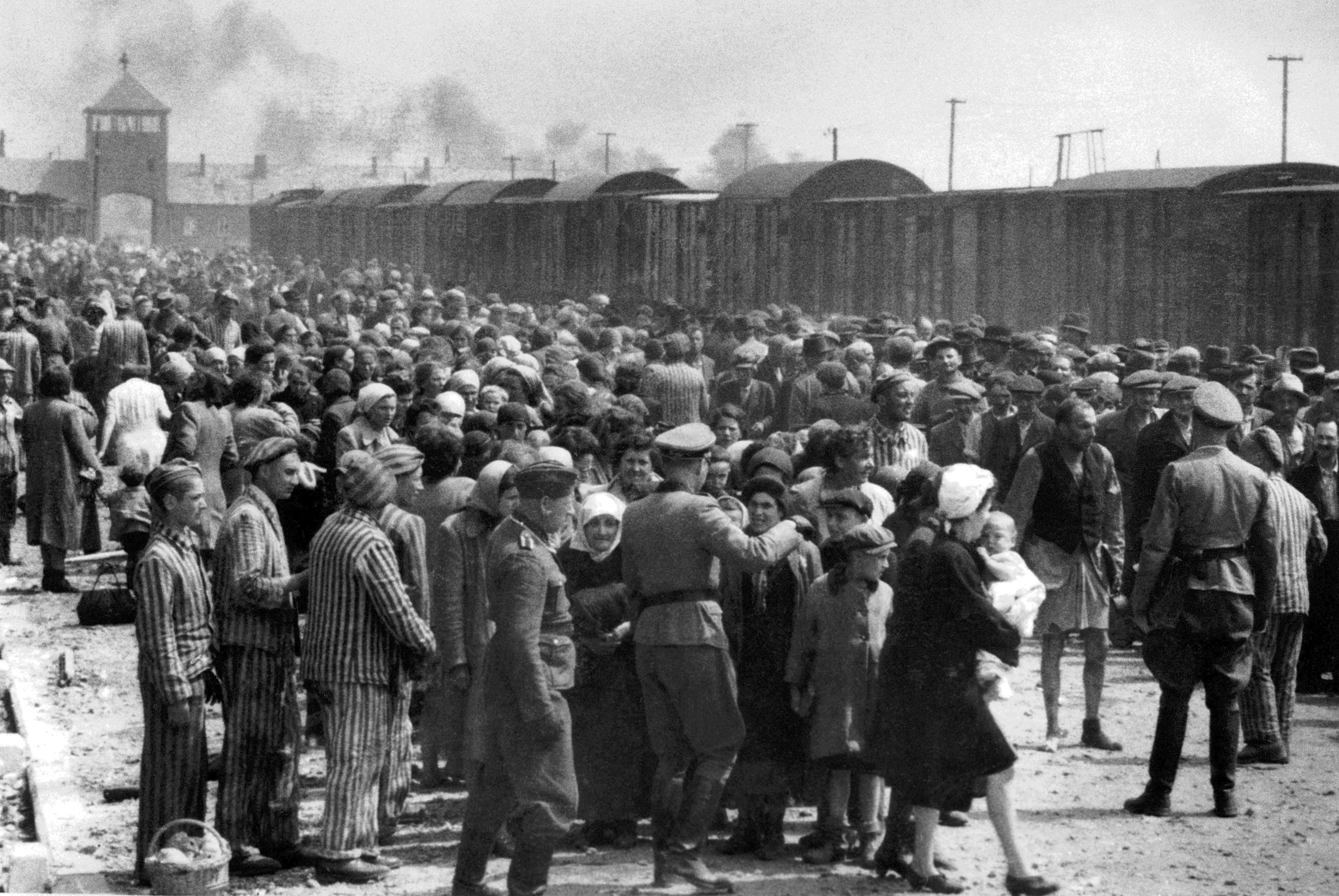
"انتخاب" یهودیان (برای اعدام و کار اجباری) توسط سربازان نازی در آشوویتس II-بیرکناو، ۱۹۴۴

هنگامی که آدولف هیتلر و نازی‌ها در آلمان در سال 1933 به قدرت رسیدند، وضعیت برای یهودیان به سرعت بدتر شد. بسیاری از یهودیان از اروپا به فلسطین تحت قیمومیت, ایالات متحده و اتحاد جماهیر شوروی گریختند، به‌دلیل قوانین ضدیهودی نژادی، مشکلات اقتصادی و ترس از جنگی قریب‌الوقوع. جنگ جهانی دوم در سال 1939 آغاز شد و تا سال 1941، هیتلر تقریباً تمام اروپا را اشغال کرده بود. پس از تهاجم آلمان به اتحاد جماهیر شوروی در 1941، راه‌حل نهایی—تلاش وسیع و سازمان‌یافته با دامنه‌ای بی‌سابقه برای نابودی مردم یهود—آغاز شد و منجر به آزار و قتل یهودیان در اروپا و آفریقای شمالی گردید. در لهستان، سه میلیون نفر در اتاق‌های گاز در تمام اردوگاه‌های تمرکز قتل شدند که یک میلیون نفر در مجموعه اردوگاه آشویتس به قتل رسیدند. هولوکاست نامی است که به این نسل‌کشی داده شده است، جایی که شش میلیون یهودی به‌طور سیستماتیک کشته شدند.

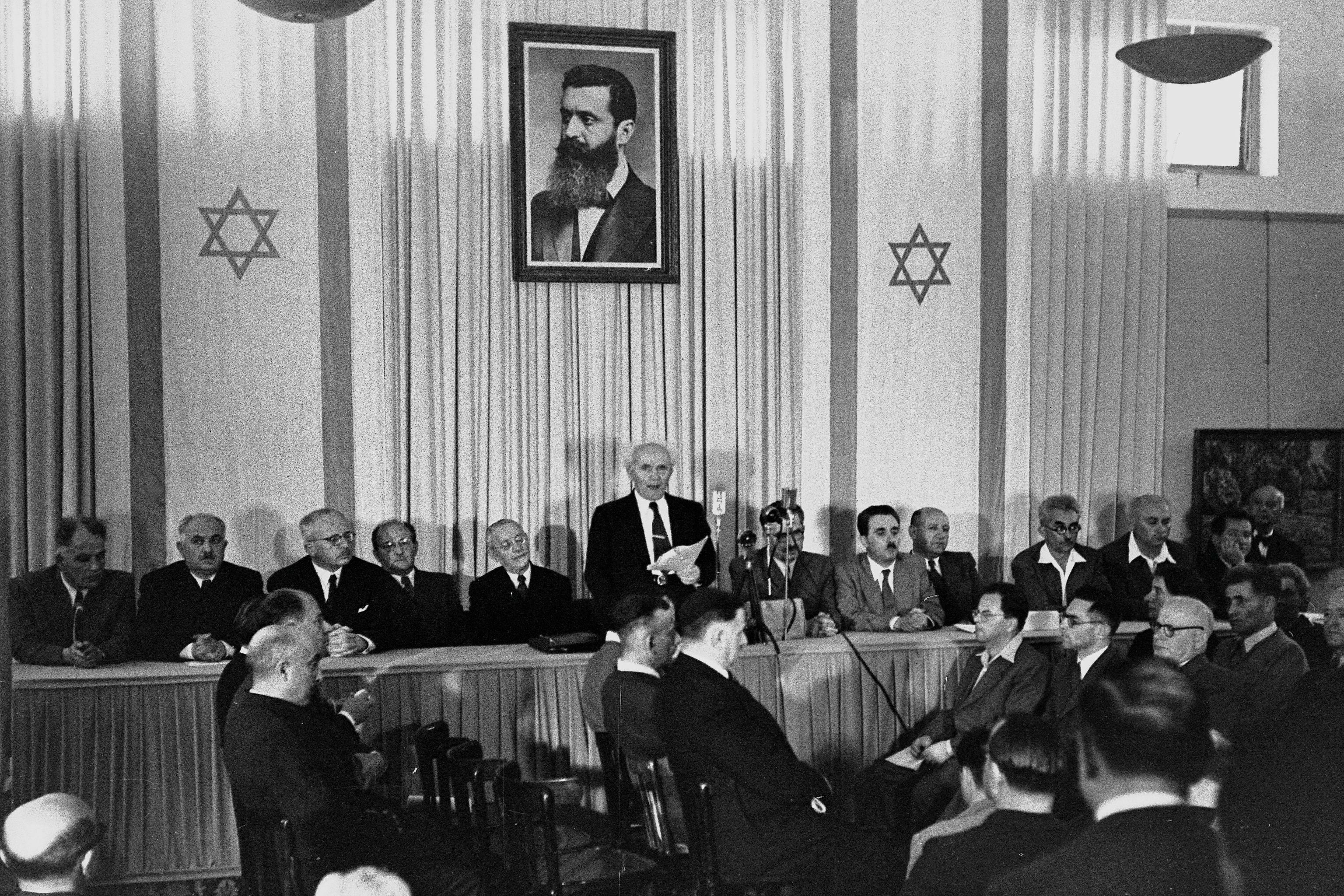
داوید بن گوریون، نخستین نخست‌وزیر اسرائیل، در تل‌آویو اعلام تأسیس کشور اسرائیل را پس از پایان قیمومیت بریتانیا در مه ۱۹۴۸ اعلام کرد.

قبل و در طول هولوکاست، تعداد زیادی از یهودیان به فلسطین تحت قیمومیت مهاجرت کردند. در تاریخ 14 مه 1948، با پایان یافتن قیمومیت، دیوید بن گوریون تأسیس دولت اسرائیل، یک دولت یهودی و دموکراتیک در سرزمین اسرائیل را اعلام کرد. بلافاصله پس از آن، تمامی کشورهای عربی همسایه به اسرائیل حمله کردند، اما نیروهای دفاعی اسرائیل که به تازگی تشکیل شده بودند، مقاومت کردند. در سال 1949، جنگ به پایان رسید و اسرائیل شروع به ساخت زیرساخت‌های دولتی و جذب امواج گسترده‌ای از علیه از سرتاسر جهان کرد. این کشور منوره معبد را به‌عنوان نماد ملی خود برگزید و ستاره داوود به همراه شال نماز یهودی، تالیت، را به‌عنوان پرچم رسمی خود انتخاب کرد. سرود ملی آن، "امید"، نمایانگر آرزوی یهودیان برای بازگشت به سرزمین اجدادی‌شان و دوباره به دست آوردن آزادی به‌عنوان یک ملت مستقل است. امروزه اسرائیل خانه حدود 50٪ از جمعیت یهودی جهان است. این کشور یک دموکراسی لیبرال است که بر اساس سیستم جمهوری پارلمانی بنا شده و به‌عنوان یکی از پیشرفته‌ترین و توسعه‌یافته‌ترین کشورهای جهان شناخته می‌شود.

## چه کسی یهودی است؟
یهودیت برخلاف اسلام و مسیحیت دارای بُعد نژادی بسیار مهمی است. از این رو جداسازی نژاد، ملیت، فرهنگ و دین یهودی از هم بسیار مشکل است. در دید سکولار یهودی امروزی کسی یهودی است که یا دارای نژاد یهودی بوده باشد؛ چه مذهبی باشد و چه به تعالیم دینی یهودی بی‌توجه باشد، یا کسی که به صورت رسمی به دین یهودیت گرویده باشد.
ولیکن به صورت تاریخی هویت یهودی بر اساس فقه یهودی (هلاخا) تعریف می‌شود. تعریف رسمی یهودی بودن بر اساس تلمود و سنت شفاهی یهودیان است که به حدود سال ۲۰۰ میلادی بازمی‌گردد. بر اساس تفسیر روحانیون یهودی (خاخام‌ها) از کتاب مقدس ازدواج میان یهودی و غیریهودی (جنتیل) ممنوع است؛ ولیکن فرزند به دنیا آمده از ازدواج یک زن یهودی و مرد غیریهودی از قوم اسرائیل محسوب می‌شود. این تفسیر از تفسیر بر روی آیهٔ عزرا ۱۰:۲–۳ گرفته شده‌است که در آن عزرا مردانی از قوم اسرائیل که زنان غیریهودی (جنتیل) ازدواج کرده بودند را مذمت کرده و آنان را به ترک آنان وادار می‌کند.

## حکومت

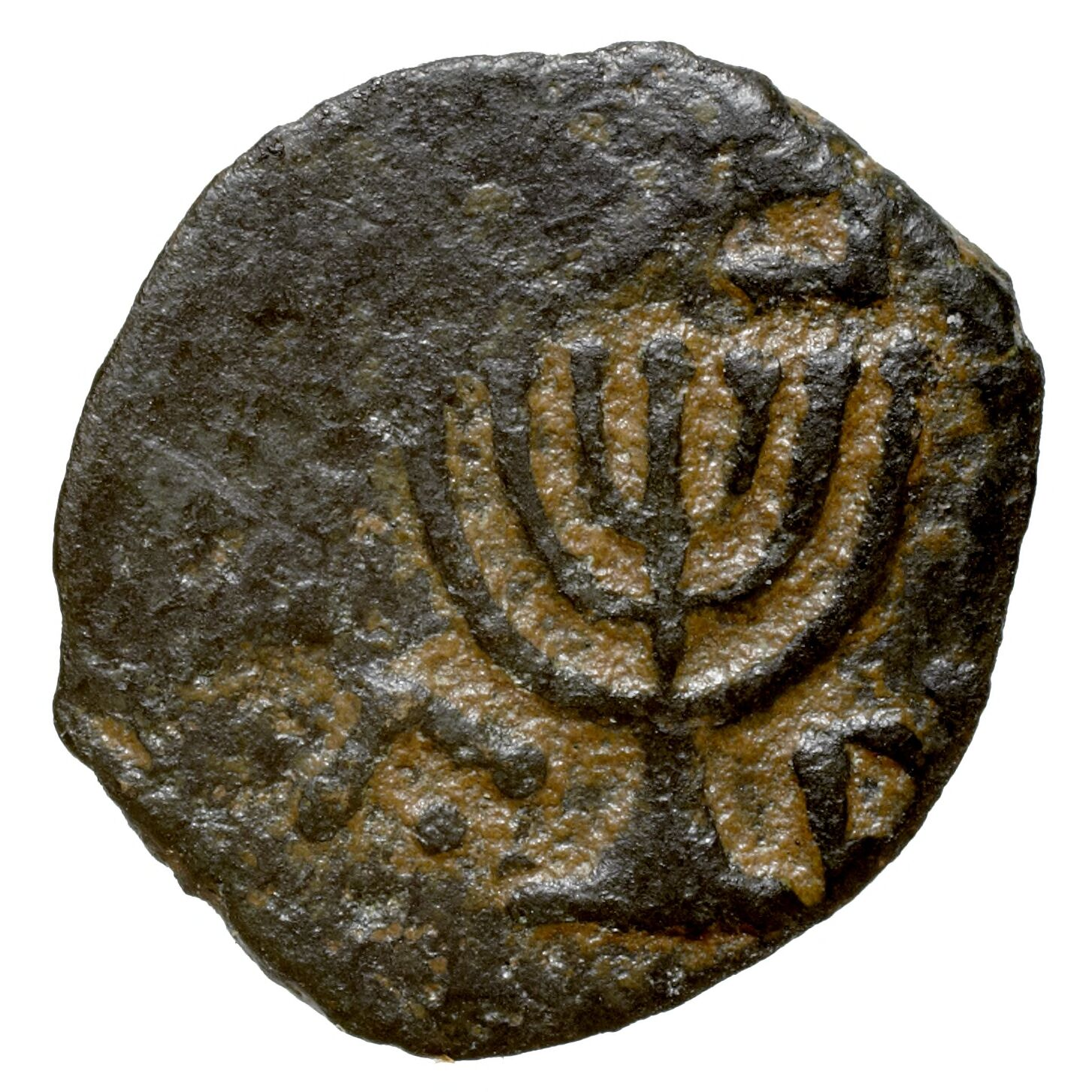
یک سکه که منورا معبد را نشان می‌دهد، در قرن اول پیش از میلاد توسط پادشاهی حشمونیان یهودا ضرب شده است؛ پادشاهی که پس از شورش علیه یونانی‌ها، دوره‌ای از استقلال یهودیان را به ارمغان آورد.

یهودیان سه بار در سرزمین اسراییل حکومت خودمختار داشتند؛ بار اول از ۱۳۵۰ تا ۵۸۶ پیش از میلاد که دربرگرفتن دورهٔ حاکمیت داوران و پادشاهی متحد داوودی و پادشاهی‌های جداگانهٔ پادشاهی اسراییل و پادشاهی یهودیه بوده و با ویرانی معبد سلیمان و حملهٔ آشوریان و بابلیان خاتمه یافت. بار دوم دورهٔ هاسمونیان یا خاندان مکابی بوده که از ۱۴۰ تا ۳۷ پیش از میلاد و دور هرودیان که از ۳۷ پیش از میلاد تا ۹۰ میلاد به عنوان دولت دست‌نشاندهٔ رومیان ادامه داشت، پس از شورش بزرگ و شورش بارکوخبا، دولت روم یهودیان را مجبور به پراکندگی در سایر ایالات رومی کرد و به مرور زمان در سرزمین اسراییل به اقلیت رسیدند و نام ایالت رومی یودیا به سیریا پلستینا تغییر نام پیدا کرد. در سال ۱۹۴۸ عغصسضعصثتنبرای بار سوم دولت قوم یهود مستقر شد.

## دین
یهودیت، دین قوم یهود، یکی از قدیمی‌ترین ادیان یکتاپرستی در جهان است که تاریخچه‌ای بیش از ۳,۰۰۰ سال دارد. در هسته‌ی خود، یهودیت باور به یک خدا است که خالق و حاکم جهان است. متون اساسی یهودیت، کتاب مقدس عبری یا تنخ (Tanakh) است که شامل تورات (پنج کتاب اول)، نوییم (پیامبران)، و کتویم (کتاب‌ها) می‌شود. تورات قوانینی را که زندگی یهودیان را هدایت می‌کند، همراه با داستان‌های پدران یهودی، اسارت آن‌ها در مصر، و سفرشان به سرزمین موعود، شرح می‌دهد. هلاخا مجموعه‌ای از قوانین یهودی است که زندگی روزمره و آیین‌ها را تنظیم می‌کند و نه تنها از تورات بلکه از متون بعدی به‌ویژه تلمود مشتق شده است. یهودیان امروز به سطوح مختلفی از رعایت دینی پایبند هستند، از رعایت کامل و اختصاصی هلاخا در تمام جنبه‌های زندگی روزمره تا کمترین یا هیچ رعایت دینی.

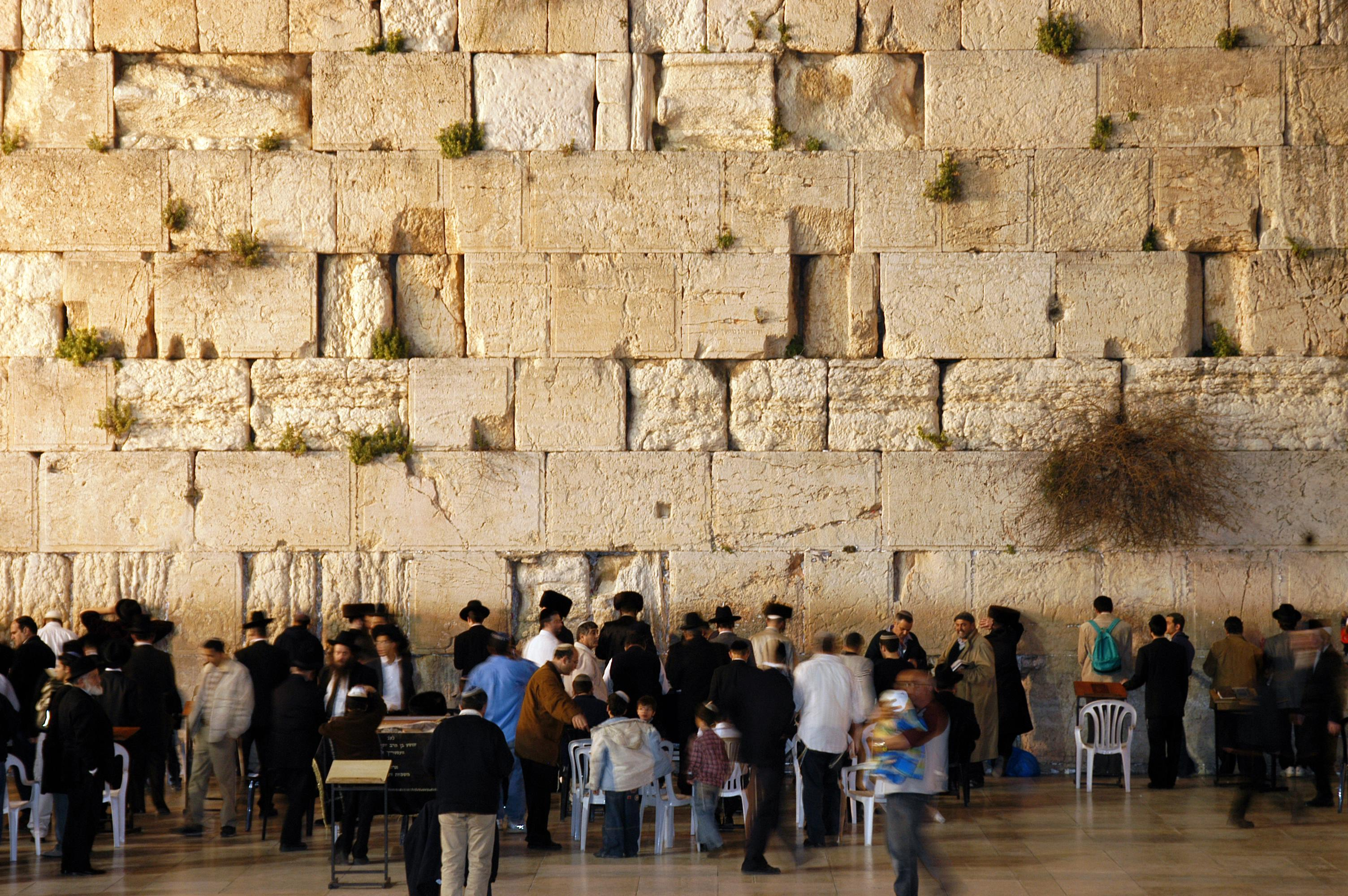
یهودیان در حال نماز خواندن در دیوار ندبه، اورشلیم، یکی از بازمانده‌های معبد دوم

تلمود یک متن مرکزی در سنت یهودی است که شامل بحث‌ها، تفسیرها و توضیحات قوانین و تعالیم تورات می‌باشد. این متن از دو بخش تشکیل شده است: میشنا، که گردآوری مکتوب قوانین شفاهی یهودی است، و گمارا که تفسیر و تجزیه و تحلیل میشنا را شامل می‌شود. این مجموعه گسترده به یهودیان کمک می‌کند تا بفهمند چگونه می‌توان تعالیم تورات را در زندگی مدرن به کار برد. آیین‌ها و عادات یهودی مانند رعایت کشروت (قوانین تغذیه‌ای)، رعایت شبات (روز استراحت) و نمازهای روزانه همگی جزو هلاخا هستند و نقش مهمی در زندگی روحانی و روزمره یهودیان ایفا می‌کنند. طبق سنت، یهودیان سه بار در روز نماز می‌خوانند: شاحریت (نماز صبح)، مینخا (نماز عصر) و معاریو (نماز شب) و یک نماز اضافی به نام موساف در شابات و جشن‌های دینی.
یهودیت غنی از جشن‌های دینی است که ارتباط عمیقی با رویدادهای تاریخی و تعالیم دینی دارد. هر هفته، یهودیان شبات، روز استراحت هفتگی را برگزار می‌کنند که به یاد استراحت خداوند در روز هفتم آفرینش طبق تورات است. سه جشن بزرگ زیارتی زمانی در اورشلیم هنگامی که معبد در آنجا وجود داشت، برگزار می‌شد که یهودیان برای زیارت به آنجا می‌رفتند. این جشن‌ها شامل پسح (عید پسح) است که خروج یهودیان از مصر را به یاد می‌آورد. امروز، پسح با یک وعده غذایی خاص به نام سدِر جشن گرفته می‌شود که در آن داستان خروج بازگو می‌شود و از خوردن نان خمیردار پرهیز می‌شود. دیگر جشن‌های زیارتی عبارتند از سوکوت که در آن یهودیان موظف به زندگی در کلبه‌های موقت (سوکا) به مدت هفت روز هستند، و شاووعوت که همزمان با جشن برداشت محصول است و همچنین یادآور عطای تورات به موسی بر کوه سینای است. دیگر تعطیلات مهم شامل روش هاشانا (سال نو یهودی)، یوم کیپور (روز آمرزش، روزی برای روزه و دعا) و پوریم (جشن نجات یهودیان در امپراتوری فارسی همانطور که در کتاب استر آمده است) است. حانوکا (جشن نورها) پیروزی یهودیان بر یونانی‌ها و بازسازی معبد اورشلیم را جشن می‌گیرد. این جشن با روشن کردن شمع‌ها در یک شمعدان خاص به نام منورا به مدت هشت روز برگزار می‌شود. این تعطیلات با دعاها، آیین‌ها و غذاهای سنتی همراه است و هویت یهودی و رعایت دینی را تقویت می‌کند.

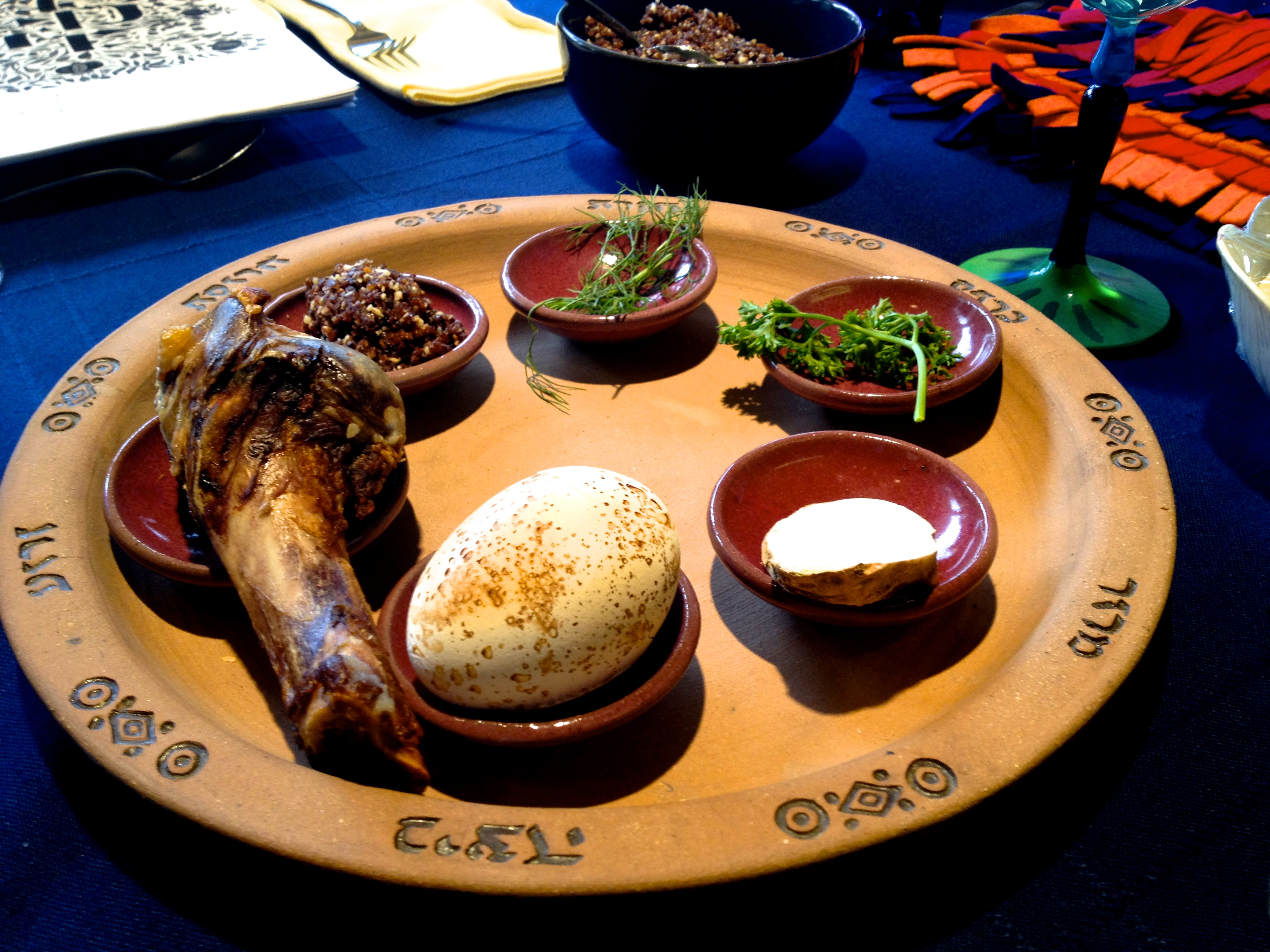
در ایام پسح، خروج بنی‌اسرائیل از مصر با یک وعده غذایی جشن‌وار و بازگویی داستان آن یادبود می‌شود. در تصویر، بشقابی حاوی اشیاء نمادین برای این مناسبت به نمایش درآمده است.

در یهودیت، هر کسی که از مادر یهودی به دنیا آید، به طور خودکار یهودی محسوب می‌شود و جزو قوم یهود است. تبدیل به یهودیت فرآیندی جدی و معنوی است که نیاز به تعهد عمیق به باورها، آداب و قوانین یهودی دارد. فرد متقاضی باید آموزش رسمی در مورد سنت‌های یهودی ببیند و یک مراسم تبدیل به یهودیت زیر نظر یک ربای انجام دهد. برخلاف بسیاری از ادیان دیگر، تبدیل به یهودیت به طور فعال تشویق نمی‌شود. این فرآیند برای اطمینان از این است که فرد واقعاً اهمیت تبدیل را درک کرده و به طور کامل به دین یهودی پایبند است.
آداب و رسوم یهودی، مانند بریت میلا (ختنه) برای پسران در روز هشتم پس از تولد، و بار/بت میتسوا (مراسم بلوغ دینی) برای پسران در سن ۱۳ و دختران در سن ۱۲، رویدادهای مهمی در زندگی یهودیان هستند. این آیین‌ها تغییرات مهم در مسئولیت‌های دینی و اجتماعی فرد در داخل جامعه یهودی را نشان می‌دهند.

## زبان‌ها
در دوران کتاب مقدس، زبان مردم یهود زبان عبری بود، که یک زبان سامی از خانواده کنعانی است، و بیشتر کتاب مقدس عبری، از جمله تورات، به این زبان نوشته شده است. تا قرن پنجم پیش از میلاد، آرامی، زبان مرتبطی که با عبری شباهت زیادی داشت، به عنوان زبان گفتاری در یهودیه گسترش یافت. تا قرن سوم پیش از میلاد، برخی از یهودیان دیاسپورا به یونانی (یونانی کوینه) صحبت می‌کردند. پس از شکست یهودیان یهودیه در شورش بار کوخبا (۱۳۲–۱۳۶ میلادی) علیه امپراتوری روم، که منجر به نابودی و اخراج آنان شد، زبان عبری از استفاده روزمره خارج شد و به جای آن آرامی و به میزان کمتری یونانی رواج پیدا کرد.

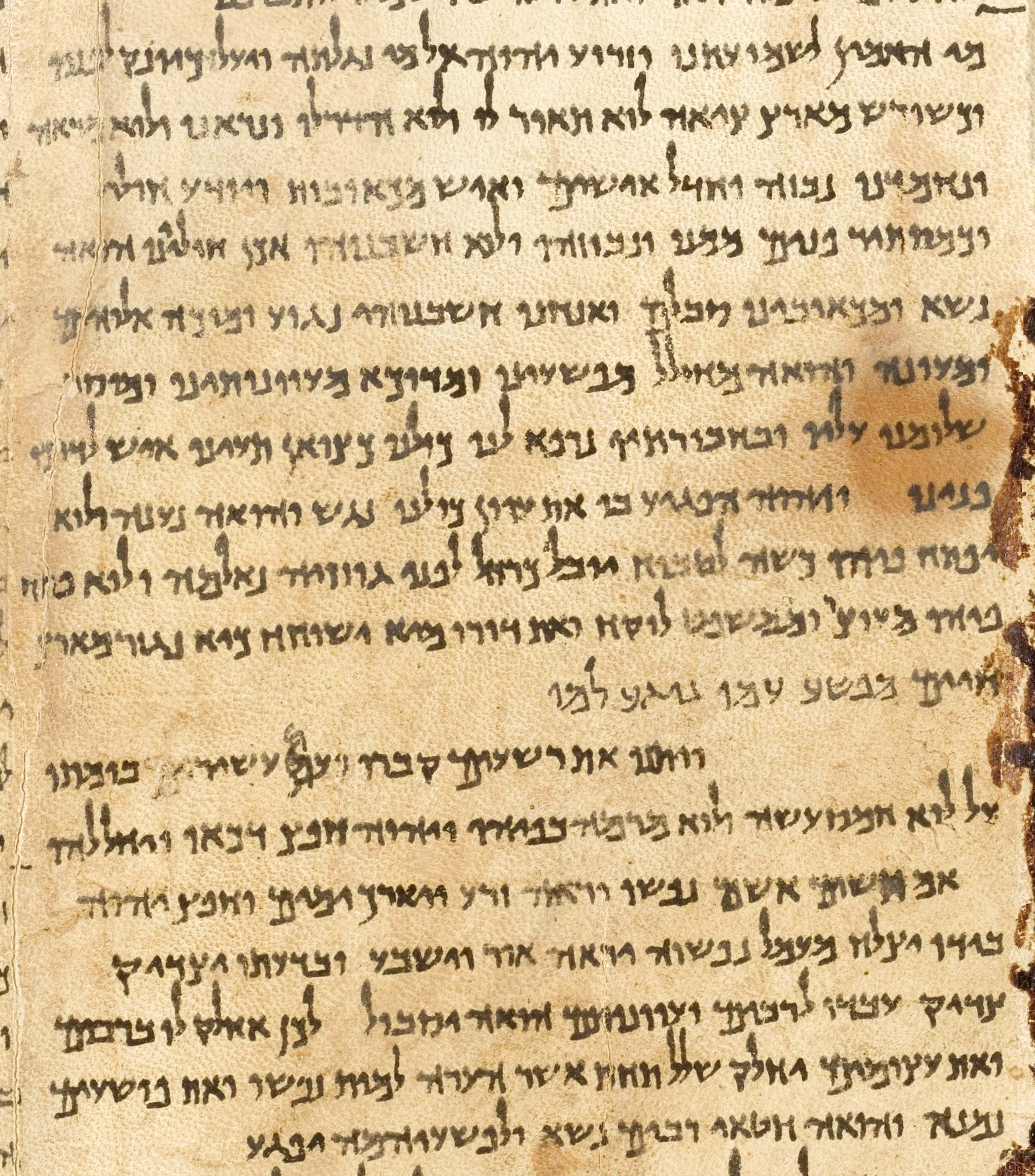
یک طومار دو هزار ساله از کتاب اشعیا به زبان عبری، از قرون اول پیش از میلاد

با گذشت زمان، یهودیان زبان‌های محلی مناطق مهاجرتی خود را پذیرفتند و گویش‌های خاصی مانند ییدیش (زبان یهودی-آلمانی) و لادینو (زبان یهودی-اسپانیایی) و همچنین زبان‌های منحصر به فرد یهودی مانند فارسیهود، یهودی-عربی و یهودی-گرجی را توسعه دادند. بسیاری از این زبان‌ها به دلیل رویدادهای تاریخی مانند هولوکاست و خروج یهودیان از کشورهای عربی به طور گسترده از استفاده افتاده‌اند. عبری در دوران مدرن به عنوان زبان مراسم دینی یهودی، ادبیات ربانی، تجارت درون یهودی و ادبیات شعر یهودی به حیات خود ادامه داد. اولین کتاب چاپ شده به زبان عبری در رجیو کالیابریا (ایتالیا) در سال ۱۴۷۵ توسط ابراهیم گارتون منتشر شد.
با ظهور صهیونیسم در قرن نوزدهم، زبان عبری به طور کامل به عنوان زبان گفتاری و ادبی احیاء شد. ایجاد نسخه‌ای مدرن از این زبان با رهبری الیعزر بن یهودا آغاز شد. پس از تأسیس دولت اسرائیل در سال ۱۹۴۸، عبری مدرن به زبان رسمی این کشور تبدیل شد. برآوردها از استفاده جهانی زبان عبری شامل پنج میلیون سخنگو در سال ۱۹۹۸ و بیش از نه میلیون نفر در سال ۲۰۱۳ است. پس از اسرائیل، ایالات متحده بزرگترین جمعیت سخنگویان عبری را دارد، با تقریباً ۲۲۰,۰۰۰ سخنگوی مسلط.

## جمعیت

نقشه دیاسپورای یهودی:
اسرائیل
+ 1,000,000
+ 100,000
+ 10,000
+ 1,000

یهودیان در بسیاری از کشورهای جهان ساکن هستند. جمعیت یهودیان جهان ۱۳ تا ۱۸ میلیون نفر، برابر ۰٫۱۹٪ جمعیت جهان می‌باشد و از این تعداد، ۴۱٪ در اسراییل و ۴۰٪ در ایالات متحده آمریکا و ۱۹٪ در سایر نقاط دنیا زندگی می‌کنند.
یهودیان بیش از ۲٬۷۰۰ سال در ایران زیسته‌اند و اکنون حدود هشت هزار نفر از آنان، ساکن ایران هستند.

## جهود

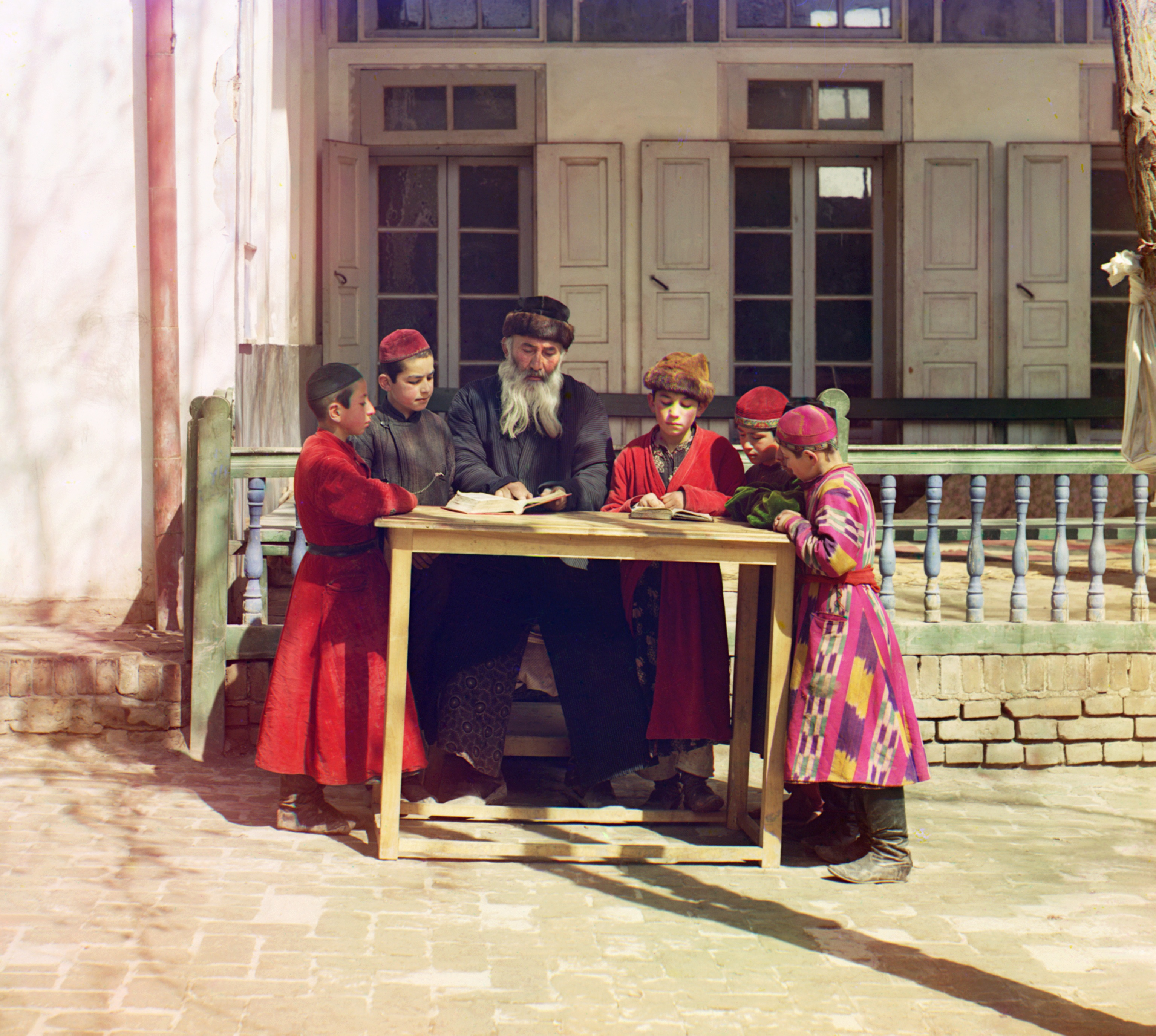
کودکان یهودی همراه با معلم خود در سمرقند (بین سال‌های ۱۲۸۴ و ۱۲۹۴ هجری شمسی)

جُهود واژه‌ای است در زبان فارسی با ریشهٔ آرامی که اشاره به یهود دارد. به نظر بیشتر یهودیان امروزه این واژه برای تحقیر به کار می‌رود.ولی در ادبیات واشعارفارسی چنین تحقیری از آن درک نمیشودونمیتوان گفت برای تحقیر استفاده میشود

### کاربرد در ادبیات قدیم
این واژه بارها در چکامه‌های فارسی شاعرانی مانند فردوسی، سعدی، ناصرخسرو و نظامی استفاده شده‌است.

### ضرب‌المثل‌ها
«جهودبازی درآوردن» (در ادای مالی تعلل بسیار ورزیدن)، «مثل جهود» و «مثل جهود خیبری» (کسی که بسیار از خون می‌ترسد) و «جهود خون دیده».

## نگارخانه

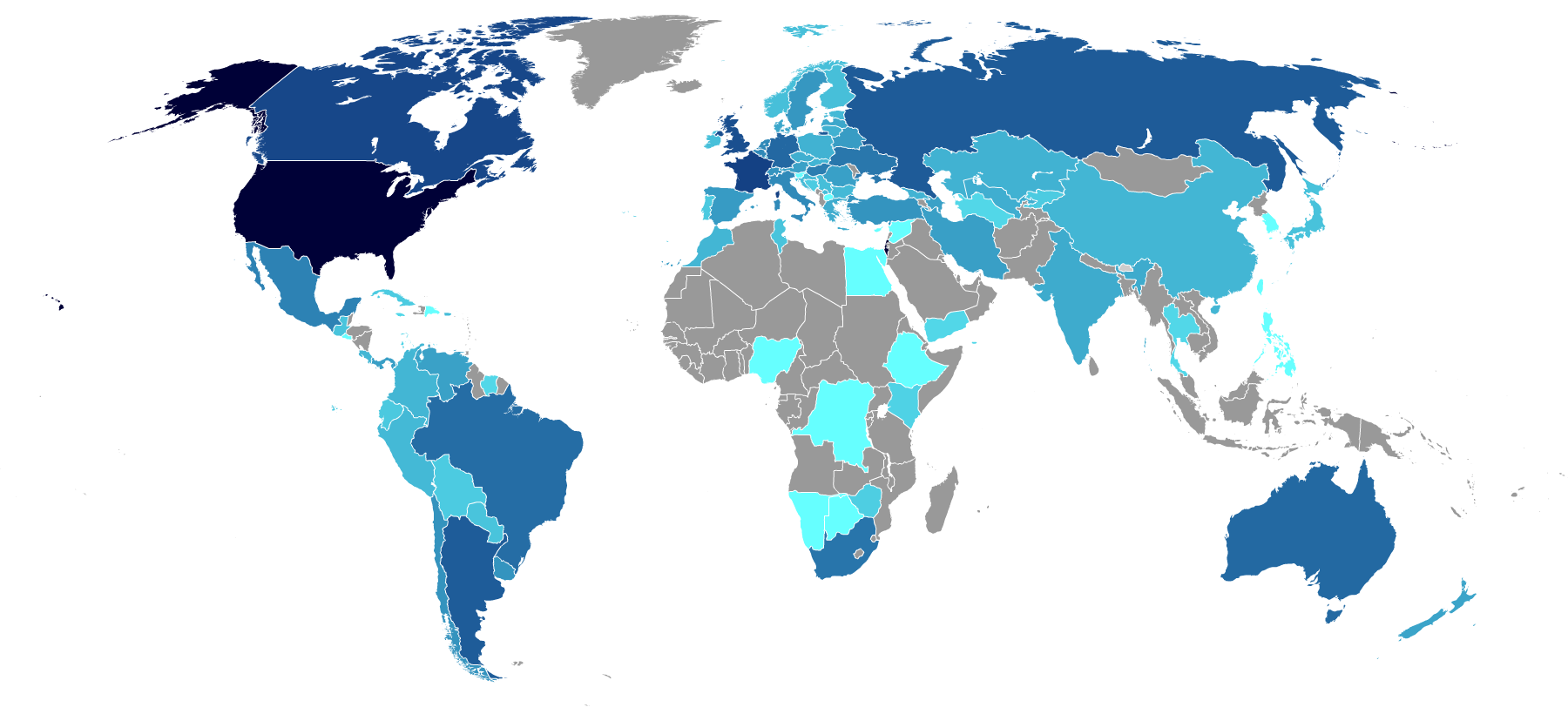
یهودیان در جهان
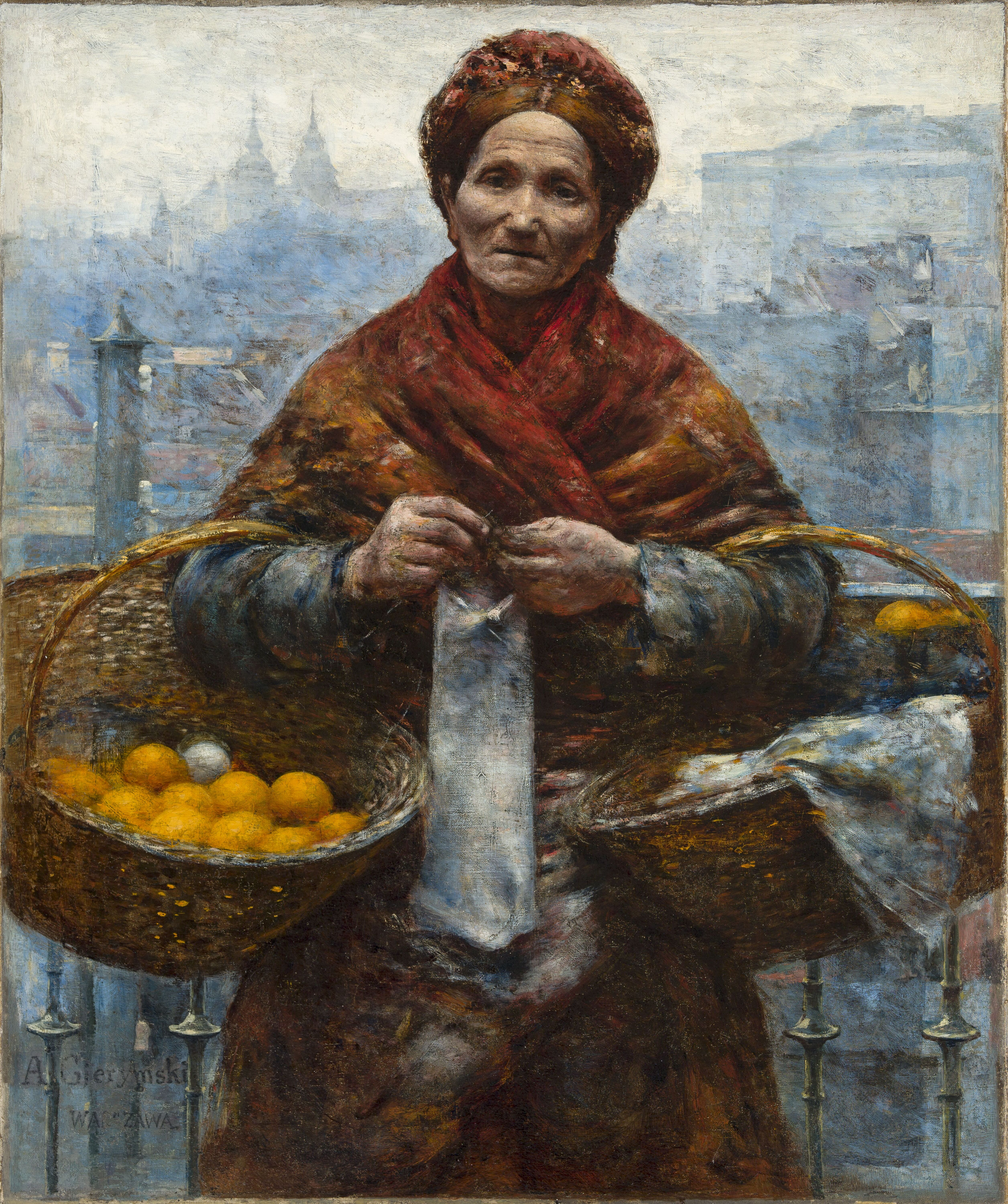
پرتقال‌فروش یهودی، اثر گیرمسکی
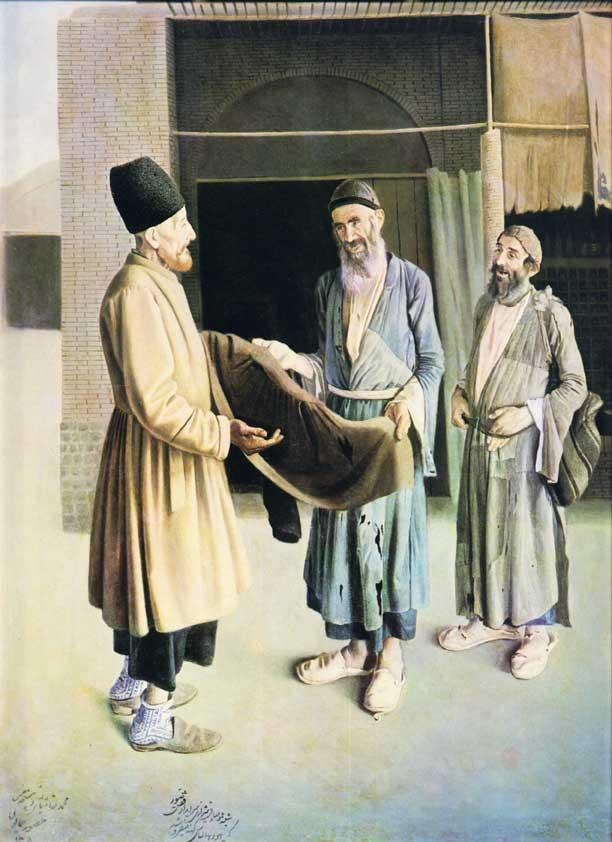
فروشندگان لباس دست‌دوم یهودی، نقاشی از کمال‌الملک